# Удмуртські Вішорки
Удму́ртські Вішо́рки (рос. Удмуртские Вишорки) — присілок у складі Сюмсинського району Удмуртії, Росія.
Населення — 20 осіб (2010; 38 2002).
Національний склад (2002):
- удмурти — 76 %

## Урбаноніми[3]
- вулиці — Пісочна